# Sortownia (serial telewizyjny)
Sortownia – polski serial kryminalno-medyczny w reżyserii Anny Kazejak udostępniany na platformach VOD Canal+ online i Polsat Box Go oraz emitowany na antenie kanału telewizyjnego Canal+ Premium od 16 czerwca do 4 sierpnia 2023.

## Fabuła
Doktor Jacek Woliński (Andrzej Chyra) pracuje na SOR-ze, gdzie dokonuje selekcji pacjentów. Pod wpływem wydarzeń, w lekarzu budzi się w potrzeba wymierzenia sprawiedliwości, a na oddziale zaczyna dochodzić do serii tajemniczych zgonów.

## Obsada
| Aktor                | Rola                          |
| -------------------- | ----------------------------- |
| Andrzej Chyra        | doktor Jacek Woliński         |
| Jaśmina Polak        | doktor Olga                   |
| Natalia Jędruś       | Justyna, córka Jacka          |
| Olga Goldys          | Nicole                        |
| Marcin Czarnik       | Robert Tracz                  |
| Konrad Kąkol         | Igor, syn Nicole              |
| Pascal Fischer       | Filip Gawroński „Gawron”      |
| Ignacy Liss          | Tomek                         |
| Ilona Ostrowska      | Reni                          |
| Sylwia Achu          | Inez                          |
| Izabela Dąbrowska    | pielęgniarka Beata Wesołowska |
| Olga Sarzyńska       | pielęgniarka Maja             |
| Mariusz Bonaszewski  | Wiktor Szmidt                 |
| Witold Dębicki       | dziadek Justyny               |
| Mayu Gralińska Sakai | Sonia                         |
| Stanisław Brejdygant | Marian Markowski              |
| Kamilla Baar         | Agnieszka, żona Tracza        |
| Kazimierz Mazur      | aspirant Krzysztof Romanowski |

## Spis serii
| Seria | Seria | Odcinki | Pierwsza emisja telewizyjna (Canal+ Premium) | Pierwsza emisja telewizyjna (Canal+ Premium) | Pierwsza emisja telewizyjna (Canal+ Premium) | Pierwsza emisja telewizyjna (Canal+ Premium) |
| Seria | Seria | Odcinki | Sezon                                        | Początek emisji                              | Koniec emisji                                | Pora emisji                                  |
| ----- | ----- | ------- | -------------------------------------------- | -------------------------------------------- | -------------------------------------------- | -------------------------------------------- |
|       | 1.    | 1–8 (8) | wiosna-lato 2023                             | 16 czerwca 2023                              | 4 sierpnia 2023                              | piątek 21.00                                 |